# Softball-Bundesliga 2022
Die deutsche Softball-Bundesliga 2022 ist die 24. Spielzeit der Softball-Bundesliga. Die reguläre Spielzeit begann im Norden am 23. April, im Süden am 1. Mai. Als Titelverteidiger gingen die Wesseling Vermins in die Saison. Durch den Aufstieg der Ratingen Goose Necks und der Cologne Cardinals in die Nordstaffel erhöhte sich die Anzahl der Mannschaften auf 11.

## Reguläre Saison
Die reguläre Saison wurde als Rundenturnier ausgetragen, wobei zwei Runden gespielt wurden. An jedem Spieltag wurden zwei Spiele als Doubleheader ausgetragen. Somit hatten Mannschaften in der Division Nord 20 Saisonspiele, die in der Division Süd 16.

## Teilnehmer
Folgende 11 Teams nehmen, getrennt in die beiden Divisionen Nord und Süd, an der Saison 2022 teil. Sortiert sind die Clubs nach ihrer Vorjahresplatzierung in der regulären Saison.
| Division Nord | Division Nord          | Division Süd | Division Süd           |
| ------------- | ---------------------- | ------------ | ---------------------- |
|               | Wesseling Vermins      |              | Stuttgart Reds         |
|               | Bonn Capitals          |              | Guggenberger Legionäre |
|               | Hamburg Knights        |              | Freising Grizzlies     |
|               | Neunkirchen Nightmares |              | Karlsruhe Cougars      |
|               | Ratingen Goose Necks   |              | Tübingen Hawks         |
|               | Cologne Cardinals      |              |                        |

## Reguläre Saison

### 1. Bundesliga Nord
| Pl | Team | Team                   | W  | L  | Pct  | GB |
| -- | ---- | ---------------------- | -- | -- | ---- | -- |
| 1  |      | Bonn Capitals          | 18 | 2  | .900 | 0  |
| 2  |      | Wesseling Vermins      | 18 | 2  | .900 | 0  |
| 3  |      | Hamburg Knights        | 11 | 9  | .550 | 7  |
| 4  |      | Neunkirchen Nightmares | 8  | 12 | .400 | 10 |
| 5  |      | Cologne Cardinals      | 4  | 16 | .200 | 14 |
| 6  |      | Ratingen Goose Necks   | 1  | 19 | .050 | 17 |

### 1. Bundesliga Süd
| Pl | Team | Team                   | W  | L  | Pct  | GB |
| -- | ---- | ---------------------- | -- | -- | ---- | -- |
| 1  |      | Guggenberger Legionäre | 13 | 3  | .813 | 0  |
| 2  |      | Freising Grizzlies     | 13 | 3  | .813 | 0  |
| 3  |      | Stuttgart Reds         | 10 | 6  | .625 | 3  |
| 4  |      | Tübingen Hawks         | 2  | 14 | .125 | 11 |
| 5  |      | Karlsruhe Cougars      | 2  | 14 | .125 | 11 |

## Play-offs
|  | Halbfinale | Halbfinale             | Halbfinale        | Halbfinale | Halbfinale |               |   | Finale            | Finale | Finale | Finale | Finale | Finale | Finale |
|  |            |                        |                   |            |            |               |   |                   |        |        |        |        |        |        |
|  | N1         | Bonn Capitals          | 8                 | 4          |            |               |   |                   |        |        |        |        |        |        |
|  | S2         | Freising Grizzlies     | 5                 | 2          |            |               |   |                   |        |        |        |        |        |        |
|  | S2         | Freising Grizzlies     | 5                 | 2          | N1         | Bonn Capitals | 6 | 4                 | 2      | 4      |        |        |        |        |
|  |            |                        |                   |            |            | Bonn Capitals | 6 | 4                 | 2      | 4      |        |        |        |        |
|  |            | N2                     | Wesseling Vermins | 3          | 2          | 3             | 2 |                   |        |        |        |        |        |        |
|  | N2         | N2                     | Wesseling Vermins | 3          | 2          | 3             | 2 | Wesseling Vermins | 11     | 8      |        |        |        |        |
|  | N2         |                        |                   |            |            |               |   |                   | 11     | 8      |        |        |        |        |
|  | S1         | Guggenberger Legionäre | 4                 | 1          |            |               |   |                   |        |        |        |        |        |        |